# Guy le Barbu
Guy le Barbu (mort le 5 décembre 1410) est un ecclésiastique breton qui fut évêque de Léon de 1385 à 1410.

## Biographie
Guy le Barbu est le fils cadet de Jean le Barbu seigneur de Quilliou, un partisan du prétendant Jean de Montfort envoyé en 1360 par ce dernier aux conférences de Calais négocier une paix avec Charles de Blois. Guy est également le frère cadet de Henri le Barbu évêque de Vannes en 1383 et futur chancelier de Bretagne en 1391. Il est docteur en droit, chanoine du chapitre de Vannes mais simple sous-diacre lorsqu'il est complaisamment « recommandé » en 1385 comme évêque par Clément VII au duc Jean IV de Bretagne qui l'intègre au conseil ducal
L'évêque est présent dans son diocèse lorsqu'en 1387 les partisans d'Olivier de Clisson s'emparent temporairement de l'Abbaye Saint-Mathieu de Fine-Terre. il est également présent lors de la restitution en 1395 par Richard II d'Angleterre de la ville et du château de Brest qu'il tenait en gage des 12 000 écus avancés par son grand-père Édouard III à Jean de Montfort. Guy le Barbu assiste en 1402 aux États de Bretagne de Nantes réunis par le régent du jeune Jean V de Bretagne. Il est de retour dans son diocèse quand l'amiral de Bretagne Jean de Penhoët repousse une tentative d'invasion anglaise en 1404 à la pointe Saint-Mathieu. Guy le Barbu  meurt en 1410 et il est inhumé dans le tombeau qu'il s'était fait préparer dans la chapelle Saint-André de la Cathédrale Saint-Paul-Aurélien de Saint-Pol-de-Léon

## Héraldique
Ses armoiries sont: d'or au sautoir fleuronné d'azur